# ラジオdeアイマSHOW!
ラジオdeアイマSHOW!（らじおであいましょう）は、アーケードゲーム『THE IDOLM@STER』から派生したインターネットラジオ番組。2006年（平成18年）4月27日配信開始。全77回+2回。アニメイトTVにて配信された。毎週木曜日更新。正式なタイトルは「Radio of THE IDOLM@STER on the web ラジオdeアイマShow!」。愛称は「ラジマSHOW!（らじましょ）」。
後番組として、『Radio For You!』『P.S. プロデューサー』が配信されている。

## パーソナリティ
パーソナリティはゲームTHE IDOLM@STERに出演している声優がつとめた。第1期と第2期の変遷については別項参照。
第1期（第1回 - 第26回）
中村繪里子（天海春香 役）、今井麻美（如月千早 役）、落合祐里香（萩原雪歩 役）の3人。
第2期（第27回 - 第47回）、第3期（第48回 - 第77回、エピローグ1、2）
中村繪里子（天海春香 役）、今井麻美（如月千早 役）、仁後真耶子（高槻やよい 役）の3人。

### 第2期
元々当番組は半年間で終了する予定だったが、予想以上の人気があったため配信延長を決定した。その際に第1回から第26回配信分を第1期という位置づけとし、第27回以降を第2期とした。番組延長に伴い、第1期パーソナリティの落合はスケジュールの都合から卒業することとなり、かわりに仁後が第2期パーソナリティとして加入した。
なお、番組中での設定では、第1期パーソナリティーのユニットTORICOがアイドルランクAまで到達しつつも規定期間に達したために引退を余儀なくされ、落合が抜けて仁後が加入した第2期パーソナリティーの新ユニットEngage!として再挑戦という扱いになっている。

### 第3期
第47回（第2期第21回）にてEngage!は規定期間到達のため引退（最終回）となるところであったが、「Xbox 360版が1年間プロデュース制になったから、ラジマSHOW!でも1年制にすればいいじゃない」との事で、第3期の続行が決定した。
余談だが、この回は番組の最後に続行決定を発表し、それまでは最終回である事を前提に番組が進行していたのだが、アニメイトTVの番組配布ページに次回配信日が明記されていたため、そこに気が付いたリスナー（プロデューサー）達には最初から続行がバレてしまっていた。
さらに、第47回放送後、最後まで番組を聞いていなかったり、前述にあるように続行がバレバレなのも関わらずあからさまなドッキリを意識した進行に対したリスナーからの苦情・抗議のメールが殺到したらしく、第50回にてそれに対してフォローするコーナーが作られたほど。
なお、この第47回では特に第3期とは言っていなかったが、第48回にて第3期と明言された。
第77回にて、今度は本当に終了したが、その後2回、公開録音の模様を配信している。

### TORICO
TORICO（トリコ）とは、第1期パーソナリティの中村、今井、落合の3人によるユニット。このユニット名は番組リスナーからの公募によって決定された。デビュー曲は「SHINING STAR★彡」（シャイニングスター）で、第19回から第26回のエンディングを飾った。またイベント限定でCDが発売された。CDについては別項参照。
TORICOには以下のような意味が込められている。
- 春香の赤、千早の青、雪歩の白のイメージカラーがトリコロールである
- 皆を虜にする
- トリオユニットである

キャッチフレーズは「今、田舎村で落ち合おう!」。今井、中村、落合の3人の名前が含まれているのがポイント。このフレーズは元々、ユニット名の候補の1つとしてリスナーから寄せられたものだった。ユニット名を決める際に落合がこれを強力に推すが、結果的にはTORICOに決まった。その後キャッチフレーズを決める際に再びこの案が浮上し、今度こそはと思う落合の猛プッシュでこのフレーズに決まった、という経緯がある。

### Engage!
Engage!（エンゲージ）とは、第2期・第3期パーソナリティの中村、今井、仁後の3人によるユニットで、名称は第1期のTORICO同様に番組リスナーからの公募によって決定された。デビュー曲は「アナタのヒトコト」で、第54回から第77回のエンディングを飾った。キャッチフレーズは「あなたにEngage!」。
Engage!には、ファンとの関係が「かみ合う」という意味が込められている。
通常のレッスンではそれほど成績が悪くないのだが、なぜかランクアップに絡むオーディションでここぞとばかりに不合格を連発してしまい、結果としてTORICOと比較してなかなかレベルが上がらず、スタッフ側ではCランクに上がった時にそのお祝いとして曲製作を発表しようと用意していたのだが、上がらないままに第2期が終わってしまった。
第3期に入り、ようやくランクがアップし、最終的にはSランクまで到達している。

### 社長
ゲーム内の事務所「765プロダクション」の社長。キャストはゲームと同様徳丸完。オープニング、エンディングのナレーションや番組中のツッコミをする、いわゆる「天の声」的存在。あらかじめ別個に収録されたボイスを番組ディレクターの「佐藤さん」が任意のタイミングで再生している。第3期に入ってボイスパターンが大幅に増え、妙にひょうきんなキャラクターが定着していった。

## 番組形式

### 概要
この番組は、メインパーソナリティである3人をトップアイドルパーソナリティにするための番組である、という設定。そのため、ゲームと同じように3人をアイドル、リスナーをプロデューサーとして、レッスンやコミュニケーションを行う。1回の放送時間は30分前後。番組は前半のコミュニケーションと後半のレッスン（お仕事・オーディション）に大きく分かれる。

### 番組前半部
投稿コーナーのメールや普通のおたよりを読むコミュニケーションのコーナー。
流行情報
パーソナリティやプロデューサーの周りで流行っている事を紹介するコーナー。
うちの○○
プロデューサーのプロデュースしているユニットを紹介するコーナー。当初「うちの××」というコーナー名だったが、中村が「イメージが悪い」という理由で改称させた。
X社長ファイル（エックス・しゃちょうファイル）
謎の人物である765プロの社長の素顔を想像するコーナー。第7回から第22回まで放送した。
Xアイマスファイル（エックスアイマスファイル）
アイドルマスターに登場する人物の素顔を想像するコーナー。リスナーからのメールによって、上記の「X社長ファイル」から変更になった。
○○すればいいじゃない？（第2期からは「○○すればいいんじゃない、でいいんじゃない？」に改題。第3期からはさらに「○○すればいいんじゃないでいいんじゃないはもういいんじゃない？」に改題された）
中村に人生相談をするコーナー。
中村さんは○○すればいいんじゃない？
第3期からの新コーナー。リスナーから送られた中村に「こうすればいい」という提案を今井・仁後がそれぞれ一つずつ提示し、そのうち一つを中村が選んで自ら実行するコーナー。
○○なんて許せません！くっ
投稿者の不満や悔しかったことを、今井が本人に代わって代弁するコーナー。
穴を掘って埋まりたい
穴掘って埋まりたいくらい恥ずかしい出来事を紹介して、雪歩に埋めてもらうコーナー。
なお、第26回（第1期パーソナリティーの最終回で公開録音）では、上記3コーナーを合わせた穴を掘って埋まってしまえば、いいんじゃない？くっが登場した。
ミンゴスの特訓！ツッコミンゴス!
第2期からの新コーナー。投稿者から投稿されたボケに対し、今井がツッコミを入れるコーナー。後には、投稿者がボケに合わせてツッコミも投稿し、今井がその通りのツッコミを入れられなかったときは罰ゲームというコーナーになる。
しかし、今井が悉くツッコミに失敗する為、事実上の罰ゲーム押し付けコーナーと化している。この今井にさせる罰ゲームも、ボケと同様に投稿から決定される。
幸せのやよい鳥
第2期からの新コーナー。投稿者が小さな幸せを感じた出来事をいくつか紹介し、やよい（仁後）がそのうち一つに対するコメントを返すコーナー。
第3期からはバリエーションとして、逆に投稿者が小さな不幸せを感じた出来事をいくつか紹介し、そのうち一つに対してやよい（仁後）が慰めの言葉をかける「不幸せのやよい鳥」というコーナーも派生し誕生した。
ふつおた
普通のお便りのコーナー。
お昼のロッカールーム
アイドルマスターのキャラクターが、765プロのロッカールームで会話を交わすという設定のミニドラマ。第1期のみ。不定期。
アイマスクール
アイドルマスターのキャラクターが学校のクラスメイトという設定で行われるミニドラマ。第2期のみ。不定期。
765戦隊アイドレンジャー
アイドルマスターのキャラクターが戦隊ヒーローのメンバーという設定で行われるミニドラマ。不定期。
レギュラーメンバーはアイドレッド（天海春香）・アイドブルー（如月千早）・アイドオレンジ（高槻やよい）で、ゲストメンバーはアイドブラック（菊地真）・アイドキミドリ?（星井美希）。
新米さん、いらっしゃいませ!
第3期からの新コーナー。Xbox 360版THE IDOLM@STERから始めた新米プロデューサーのお便りを紹介する。
アナグラマスター
第3期からの新コーナー。リスナーから寄せられた、アイマスに関係する言葉もしくはセリフのアナグラムを、パーソナリティが評価する。
誰が上手い事言えと言った
第3期からの新コーナー。リスナーから寄せられたボケに対して、パーソナリティ達が「誰が上手い事言えと言った！」とツッコむ。
業務連絡
第47回への苦情が元で誕生した、第3期からの新コーナー。アイドル達や社長、プロデューサー達へ宛てられた業務連絡を紹介する。

### 番組後半部
レッスン / お仕事 / オーディション
プロデューサーからのお題にパーソナリティの3人が挑戦する。コーナー名は内容によって異なる。オーディションに合格するとアイドルランクが上がっていく、という設定。評価は基本的に番組スタッフが行う。評価はゲームと同様にパーフェクト・グッド・ノーマル・バッドの4種類があるが、余程酷い場合に限り、更に下の評価としてトゥーバッド(Too Bad)が与えられる（初出は第41回、今井への評価）。
ラジオdeラジオdeアイマSHOW!
天海春香、如月千早、高槻やよいによる番組内番組という設定で行われるミニドラマ。こちらのコーナーが放送される回はレッスン/お仕事/オーディションはお休みとなる。第3期のみ。不定期。

## 放送リスト
| 放送回        | 配信日     | サブタイトル                                               | 特記事項      |
| ------------- | ---------- | ---------------------------------------------------------- | ------------- |
| 第01回        | 2006/4/27  | 『初回から暴走中!?』                                       |               |
| 第02回        | 2006/5/2   | 『グアムからお届け中!?』                                   |               |
| 第03回        | 2006/5/11  | 『グアムの次は、温泉からお届け中!?』                       |               |
| 第04回        | 2006/5/18  | 『グラビアですよ!! グラビア!! からお届け中!?』             |               |
| 第05回        | 2006/5/25  | 『中村さん美味しすぎです! アクシデント発生中!?』           |               |
| 第06回        | 2006/6/1   | 『今井さんと落合さん、ラブラブアクシデント発生中!?』       |               |
| 第07回        | 2006/6/08  | 『お菓子なオーディションに挑戦中!?』                       |               |
| 第08回        | 2006/6/15  | 『タイトルの略し方で会議中!?』                             |               |
| 第09回        | 2006/6/22  | 『7月のライブに向けて思い出制作中!?』                      |               |
| 第10回        | 2006/6/29  | 『中村さん自爆で大ピンチ、徹底的にいじられ中!?』           |               |
| 第11回        | 2006/7/6   | 『プロデューサーさん、ラジオに参加中!?』                   |               |
| 第12回        | 2006/7/13  | 『ユニット名、決定のため会議中!?』                         |               |
| 第13回        | 2006/7/20  | 『買えばいいんじゃない? 中村さんドラマCD宣伝中!?』         |               |
| 第14回        | 2006/7/27  | 『コンシューマ移植決定で大はしゃぎ中!?』                   |               |
| 第15回        | 2006/8/3   | 『新曲をちょっとだけお披露目中!?』                         |               |
| 第16回        | 2006/8/10  | 『守銭奴中村さん、フリーダムに暴走中!?』                   |               |
| 第17回        | 2006/8/17  | 『ライブの感想をボーイッシュに紹介中!?』                   |               |
| 第18回        | 2006/8/24  | 『女の子らしく百合っぽいラジオに変身中!?』                 |               |
| 第19回        | 2006/8/31  | 『今度こそ新曲をお披露目中!?』                             |               |
| 第20回        | 2006/9/7   | 『アイドルじゃなくて? アサミンゴスP降臨中!?』              |               |
| 第21回        | 2006/9/14  | 『ランクアップを目指し太鼓に挑戦中!?』                     |               |
| 第22回        | 2006/9/21  | 『ポテチを食べながら放送中!?』                             |               |
| 第23回        | 2006/9/28  | 『TORICOが虜で作詞中!?』                                   |               |
| 第24回        | 2006/10/5  | 『素晴らしきおかみになりきり中!?』                         |               |
| 第25回        | 2006/10/12 | 『いきなり衝撃発表でパニック中!?』                         |               |
| 第26回        | 2006/10/19 | 『公開録音でプロデューサーさん集合中!??』                  | 公開録音      |
| 第27回        | 2006/11/2  | 『新たな気持ちでミーティング中!?』                         | ここから第2期 |
| 第28回        | 2006/11/9  | 『新曲「超ポジティブ!」お披露目中!?』                      |               |
| 第29回        | 2006/11/16 | 『誕生日のプレゼントを争奪中!?』                           |               |
| 第30回        | 2006/11/24 | 『トナカイを引き連れて放送中!?』                           |               |
| 第31回        | 2006/11/30 | 『マヨチョンのプレゼントを推理中!?』                       |               |
| 第32回        | 2006/12/7  | 『かわいらしく流れ星にお願い中!?』                         |               |
| 第33回        | 2006/12/14 | 『個性的なマスコットをお絵描き中!?』                       |               |
| 第34回        | 2006/12/21 | 『アイドルサンタがプレゼントをお届け中!?』                 |               |
| 第35回        | 2006/12/28 | 『赤・青・オレンジの三色で歌合戦中!?』                     |               |
| 第36回        | 2007/1/11  | 『新年からアイドルをプロデュース中!?』                     |               |
| 第37回        | 2007/1/18  | 『マスコットと故郷へ旅立ち中!?』                           |               |
| 第38回        | 2007/1/25  | 『双子の朝ごはんを調理中!?』                               |               |
| 第39回        | 2007/2/1   | 『さかさま言葉を再生中!?』                                 |               |
| 第40回        | 2007/2/08  | 『乙女チックにチョコレートを手渡し中!?』                   |               |
| 第41回        | 2007/2/15  | 『セクシーに番組を進行中!?』                               |               |
| 第42回        | 2007/2/22  | 『アイドルが選挙に立候補中!?』                             |               |
| 第43回        | 2007/3/1   | 『ラジマSHOW!のCMを制作中!?』                              |               |
| 第44回        | 2007/3/08  | 『ナイチンゲール気分で看病中!?』                           |               |
| 第45回        | 2007/3/15  | 『斬新なステージ衣装をデザイン中!?』                       |               |
| 第46回        | 2007/3/22  | 『空想感覚でお食事中!?』                                   |               |
| 第47回        | 2007/3/29  | 『涙ながらに卒業中!?』                                     |               |
| 第48回        | 2007/4/5   | 『新人っぽい気分で放送中!?』                               | ここから第3期 |
| 第49回        | 2007/4/12  | 『より乙女なアイドルに変身中!?』                           |               |
| 第50回        | 2007/4/19  | 『ライブの興奮をお伝え中!?』                               |               |
| 第51回        | 2007/4/26  | 『お祝いの言葉をスピーチ中!?』                             |               |
| 第52回        | 2007/5/2   | 『萌えるお天気お姉さんに変身中!?』                         |               |
| 第53回        | 2007/5/10  | 『お誕生日のメッセージを連絡中!?』                         |               |
| 第54回        | 2007/5/17  | 『母性のあるお嬢様のお芝居中!?』                           |               |
| 第55回        | 2007/5/24  | 『Engage!の未来展開をテコ入れ中!?』                        |               |
| 第56回        | 2007/5/31  | 『公開録音をかけてドッキリのリアクション中!?』             |               |
| 第57回        | 2007/6/7   | 『社長が番組を乗っ取り中!?』                               |               |
| 第58回        | 2007/6/14  | 『お父さんに愛をこめてプレゼント中!?』                     |               |
| 第59回        | 2007/6/21  | 『緊急事態で社長がラジオを進行中!?』                       |               |
| 第60回        | 2007/6/28  | 『暑さに負けず爽やかなCMを放送中!?』                       |               |
| 第61回        | 2007/7/5   | 『トップアイドルと書いた短冊を吊るしてお星様にお願い中!?』 |               |
| 第62回        | 2007/7/12  | 『笑いをこらえながら腕相撲で対決中！？』                   |               |
| 第63回        | 2007/7/19  | 『イベントに向けて新しいキャラに変身中！？』               |               |
| 第64回        | 2007/7/26  | 『怪談話で暑い夏をのりきり中!?』                           |               |
| 第65回        | 2007/8/2   | 『こんなのあり？メカアイドルと入れ替わり中!?』             |               |
| 第66回        | 2007/8/9   | 『感謝感激！2007年夏の感謝祭を振り返り中!?』               |               |
| 第67回        | 2007/8/16  | 『暑い夏は海外に行ってバカンス中!?』                       |               |
| 第68回        | 2007/8/23  | 『あ〜れ〜! 時代劇のキャラを演技中!?』                     |               |
| 第69回        | 2007/8/30  | 『純和風な新キャラクターに苦戦中!?』                       |               |
| 第70回        | 2007/9/6   | 『想像しながら美味しい料理を調理中!?』                     |               |
| 第71回        | 2007/9/13  | 『中村さんが悩めるプロデューサーを命名中!?』               |               |
| 第72回        | 2007/9/20  | 『今井さんと千早の弱点を見直し中!?』                       |               |
| 第73回        | 2007/9/27  | 『携帯メールでリアルブーストを演出中!?』                   |               |
| 第74回        | 2007/10/4  | 『社長不在で自由な番組を進行中!?』                         |               |
| 第75回        | 2007/10/11 | 『思い出を絵に描いてアピール中!?』                         |               |
| 第76回        | 2007/10/18 | 『改めてウィークポイントを克服中!?』                       |               |
| 第77回        | 2007/10/25 | 『お別れ前に解散コンサートを開催中!?』                     |               |
| エピローグ#01 | 2007/11/1  | エピローグ〜シブヤdeアイマSHOW!I                           | 公開録音      |
| エピローグ#02 | 2007/11/8  | エピローグ〜シブヤdeアイマSHOW!Ⅱ                           | 公開録音      |

- サブタイトルは、アニメイトTV配信時に付けられたもの。
- 太字はゲストがいる回

## ゲスト
アイドルマスターの出演声優がゲストとして参加した。
- 泰勇気（ドラマCD版プロデューサー 役：第11回 - 第12回）
- 平田宏美（菊地真 役：第17回 - 第18回）
- 若林直美（秋月律子 役：第29回 - 第30回）
- 下田麻美（双海亜美・真美 役：第38回 - 第39回）
- 長谷川明子（星井美希 役：第40回 - 第41回）

## マスコットキャラクター
第33回の放送におけるオーディションのコーナーにて、パーソナリティ3人の手によって番組のマスコットキャラクターが制作された。各々が自分の作り出したキャラクターの声を担当している。後の放送でも何度か登場している。
エンガー
中村繪里子による制作。
マンドラゴラ
今井麻美による制作。高麗人参をイメージしたキャラクター。
リンリン
仁後真耶子による制作。ダイヤモンドの指輪（リング）のキャラクターで、早口で高飛車な性格。指輪なので自力で動くことが出来ない。

## 優良プロデューサー
第1期においては、アニメイトTVにて会員登録を行い、規定の金額を支払う事で特典が受けられる「優良プロデューサー」という制度があった。支払額により新米プロデューサー（1,500円）と敏腕プロデューサー（3,000円）の2種類に分かれる。期間は2006年6月から9月の4ヶ月間。
共通特典
- ラジオのアーカイブ視聴
- 収録風景のサムネイル写真
- 映像番組『ラジオdeアイマSHOW! TV』

パーソナリティーの3人が出演する映像番組。1回の放送は10分弱。
敏腕プロデューサーのみの特典
- PREMIUM CD
- 公開録音イベント参加権利

なお、第2期以降はこの制度は無くなった。

## 公開録音
第1回
2006年（平成18年）10月9日、曳舟文化センターで公開録音イベントを実施した。同イベント内で、配信を延長して第2期を行うことと、第1期の落合から第2期の仁後へとパーソナリティーを引き継ぐことが発表された。
なお、この模様は第26回に配信されたが、長時間（合計で76分あまり）となったためか、前半と後半で2分割されて配信された。
第2回「ラジオdeアイマSHOW! 2007年夏の感謝祭！と言っておけばいいんじゃない？」
2007年（平成19年）7月22日、パセラ銀座店で公開録音イベントを実施した。昼の部「AfternoonParty」と夜の部「EveningParty」の2回構成。
この模様は、後述のCD「ラジオdeアイマSHOW! DJCD SP 2007年夏の感謝祭特別編！と言っておけばいいんじゃない？」に収録された。
第3回「ラジオdeアイマSHOW! 特別出張パーティー シブヤdeアイマSHOW!I」
第4回「ラジオdeアイマSHOW! 特別出張パーティー シブヤdeアイマSHOW!II」
2007年（平成19年）10月28日のイベント『Go to the NEXTSTAGE!! THE IDOLM@STER GREAT PARTY@TOKYO』および11月4日のイベント『Go to the NEXTSTAGE!! THE IDOLM@STER GREAT PARTY@TOKYO+』内で行われた。
第3回は、滝田樹里（音無小鳥 役）・下田麻美（双海亜美・真美 役）がパーソナリティとなって進行。本来のパーソナリティの3人（今井、中村、仁後）はその手伝い。他に平田宏美（菊地真 役）・若林直美（秋月律子 役）が参加。
第4回は、平田宏美（菊地真 役）・若林直美（秋月律子 役）・長谷川明子（星井美希 役）がパーソナリティとなって進行。本来のパーソナリティの3人（今井、中村、仁後）はその手伝い。他に下田麻美・滝田樹里が参加。
なお、この模様はそれぞれエピローグ第1回、第2回として配信された。

## CD
第1期
SHINING STAR★彡<コミックマーケット70限定版>
2006年（平成18年）8月11日発売。同11日から13日に開催されたコミックマーケット70の、フロンティアワークスブースで販売されたCD。限定数765枚。特製リライタブルカード付属。TORICOによる番組のエンディング「SHINING STAR★彡」のショートバージョンと、新規録音した番組の出張版を収録。
DJCD ラジオdeアイマSHOW! Vol.1
2006年（平成18年）9月22日発売。たかはし智秋（三浦あずさ 役）と下田麻美（双海亜美・真美 役）をゲストに招いて新規録音した番組を収録。DVD付きの限定版あり。
DJCD ラジオdeアイマSHOW! Vol.2
2006年（平成18年）10月25日発売。仁後真耶子（高槻やよい 役）と滝田樹里（音無小鳥 役）をゲストに招いて新規録音した番組を収録。DVD付きの限定版あり。オリコンチャート週間261位。
PREMIUM CD
優良プロデューサー（前述）に無料配布された。新規録音した番組の番外編、およびTORICOによる番組のエンディング「SHINING STAR★彡」のフルバージョンを収録。非売品で、現在は入手不可能。
第2期
ラジオdeアイマSHOW! 出張版 〜コミックマーケット71であなたとEngage!〜
2006年（平成18年）12月29日発売。同29日から31日に開催されたコミックマーケット71の、フロンティアワークスブースで販売されたCD。その後、一部のアニメイト店舗や通信販売でも販売された。泰勇気（プロデューサー役）をゲストに招いて新規録音した番組の出張版を収録。
DJCD ラジオdeアイマSHOW! Vol.3
2007年（平成19年）3月23日発売。平田宏美（菊地真 役）と長谷川明子（星井美希 役）をゲストに招いて新規録音した番組を収録。オリコンチャート週間235位。
DJCD ラジオdeアイマSHOW! Vol.4
2007年（平成19年）4月25日発売。若林直美（秋月律子 役）とたかはし智秋（三浦あずさ 役）をゲストに招いて新規録音した番組を収録。オリコンチャート週間162位。
第3期
DJCD SP ラジオdeアイマSHOW! 2007年夏の感謝祭特別編！と言っておけばいいんじゃない？
2007年（平成19年）8月24日、アニメイト限定発売。同年7月22日に行われた公開録音の模様を収録。同年8月17日から19日に開催されたコミックマーケット72の、フロンティアワークスブースにて先行販売された。
DJCD ラジオdeアイマSHOW! Vol.4.5
2007年（平成19年）10月23日発売。Engage! の3人が番組構成を行った。また、番組テーマソング「アナタのヒトコト」のフルバージョンや、番組で使われた高木社長の声を集めたボイスコレクションも収録されている。オリコンチャート週間144位。
DJCD ラジオdeアイマSHOW! Vol.5
2007年（平成19年）12月21日発売。滝田樹里（音無小鳥 役）をゲストに招いて新規録音した番組を収録。オリコンチャート週間271位。